# Tank Girl
Tank Girl è un personaggio dei fumetti, protagonista di un'omonima serie a fumetti britannica ideato da Jamie Hewlett e Alan Martin. Dalla serie a fumetti è stata tratto un adattamento cinematografico nel 1995.
L'esordio risale al 1988 sulla rivista inglese Deadline.
Originariamente disegnato da Jamie Hewlett, è stato anche disegnato da Philip Bond, Glyn Dillon, Ashley Wood, Warwick Johnson-Cadwell, Jim Mahfood, Rufus Dayglo, Andy Pritchett, e Mike McMahon.

## Trama
La protagonista della serie è una ragazza alle prese con stravaganti imprese studiate per scandalizzare e ribaltare le regole nella tradizione dello spirito iconoclasta punk. Le vicende si svolgono un futuro post-atomico.
L'ambientazione di sfondo è un'Australia post-apocalittica stilizzata, ma che ricorda molto la cultura pop britannica contemporanea di quegli anni. Tank Girl, la ragazza che dà il nome al fumetto, guida un carro armato, che è anche la sua casa, e intraprende una serie di missioni per una oscura organizzazione prima di essere dichiarata una fuorilegge a causa delle sue inclinazioni sessuali e dell'abuso di sostanze. Il fumetto è incentrato sulle sue disavventure e quelle del suo ragazzo, Booga, un canguro mutante.

## Storia editoriale
Dopo aver lasciato il college, Brett Ewins propose a Jamie Hewlett e al suo amico Alan Martin di collaborare a una nuova rivista, Deadline, e nel 1988, i due produssero una serie di strisce incentrate sul personaggio chiamato Tank Girl che presto divenne una delle serie più popolari pubblicate sulla rivista. A seguito del successo della serie, nel 1995 ne venne tratto un lungometraggio e per l'occasione Hewlett, insieme a Milligan, realizzò una nuova mini serie incentrata sul personaggio per l'etichetta Vertigo della DC Comics. Nella seconda metà degli anni novanta, Hewlett passo poi ad occuparsi di altro, lavorando prevalentemente per la televisione.

### Edizioni italiane
- Tank Girl Magazine (General Press): rivista contenitore mensile che pubblica anche fumetti della serie Tank Girl. La serie comprende sette numeri compreso un numero zero del Settembre 1995. Del n. 6 (giugno 1996) esiste anche una versione con CD "Tank Tracks one".[1][3]
- Tank (Magic Press): rivista contenitore mensile che pubblica anche fumetti della serie Tank Girl dopo il passaggio della testata dalla General Press alla Magic Press. La serie comprende sei numeri compreso un numero zero del Dicembre 1996 che anticipa l'uscita regolare della serie a partire dal febbraio 1997.[4]
- Lupo Alberto Magazine (Macchia Nera):[5] pubblicazione aperiodica della quale escono in totale nove numeri anticipati da un numero zero pubblicata dal 1991. Presenta varie serie a fumetti tra cui anche Tank Girl.[5]
- In Italia il fumetto è uscito negli anni novanta per la ACME e nel 2013 vi è stata una ristampa con aggiunta di contenuti dalla Panini Comics.

## Altri media
- Nel 1995 è stato prodotto il film Tank Girl basato sul fumetto[1][2][6] diretto da Rachel Talalay. Nel cast Malcolm McDowell, Ice-T e Iggy Pop.[1][6]

## Influenza culturale
- Avril Lavigne, nota cantante canadese, fa un tributo al fumetto Tank Girl nel video della sua canzone Rock n Roll, pubblicato il 20 agosto 2013.[7][8]